# Чемпионат Финляндии по кёрлингу на колясках среди смешанных пар
Чемпионат Финляндии по кёрлингу на колясках среди смешанных пар (фин. Pyörätuoliparicurlingin SM-kilpailu) — ежегодное соревнование финских смешанных парных команд (состоящих из мужчины и женщины) по кёрлингу на колясках («паралимпийский кёрлинг»; англ. wheelchair mixed doubles curling). Чемпионат проводится с сезона 2020—2021. Организатором турнира является Ассоциация кёрлинга Финляндии (фин. Suomen Curlingliitto).
Победитель чемпионата получает право до следующего чемпионата представлять Финляндию на международной арене как смешанная парная сборная Финляндии по кёрлингу на колясках.

## Годы и команды-призёры
Составы команд даются в порядке: мужчина, женщина, тренер
| Год       | Золото                                                          | Серебро                                            | Бронза                                               |
| --------- | --------------------------------------------------------------- | -------------------------------------------------- | ---------------------------------------------------- |
| 2020—2021 | Маркку Карьялайнен / Сари Карьялайнен, тренер: Сари Карьялайнен | Juha Rajala / Riitta Särösalo, тренер: Juha Rajala | Teemu Klasila / Мина Мойтахеди, тренер: Iikko Säntti |
| 2021—2022 | Маркку Карьялайнен / Сари Карьялайнен                           | Teemu Klasila / Tiia Tallgren, тренер: Juha Rajala | Harri Tuomaala / Ritva Lampinen                      |
| 2022—2023 | Маркку Карьялайнен / Сари Карьялайнен                           | Juha Rajala / Valeriina Silas                      | Harri Tuomaala / Ritva Lampinen                      |
| 2023—2024 | Harri Tuomaala / Ritva Lampinen                                 | Teemu Klasila / Riitta Särösalo                    | Pekka Pälsynaho / Valeriina Silas                    |
| 2024—2025 | Harri Tuomaala / Ritva Lampinen                                 | Valeriina Silas / Juha Rajala                      | Tiia Tallgren / Юрьё Яаскеляйнен                     |